# Conditions de Plateau

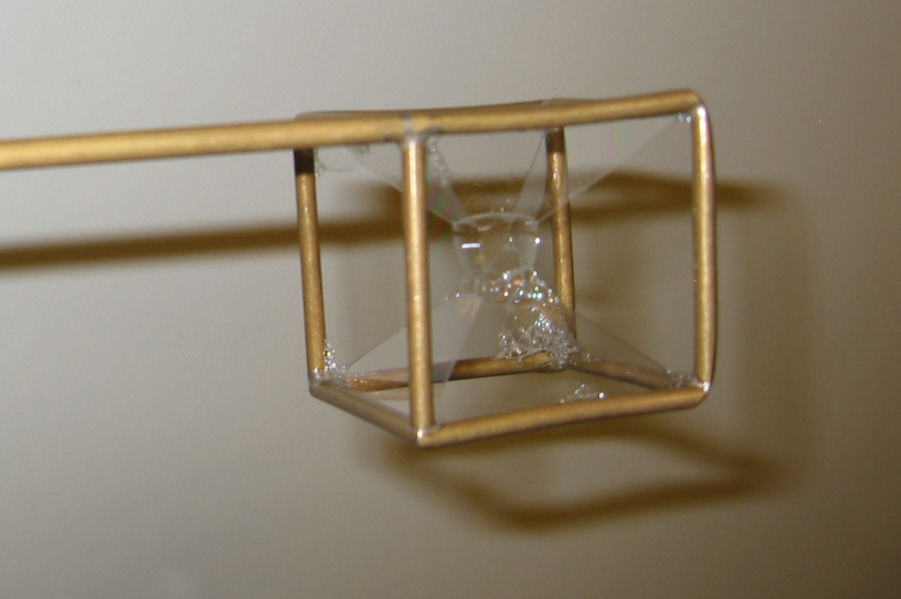
Les angles formés par des films de savon à l'équilibre suivent des lois géométriques précises.

Les conditions de Plateau décrivent la structure des films de savon dans les mousses.
L'éponyme des lois de Plateau est le physicien belge Joseph Plateau (1801-1873) qui les a publiées en 1873, après les avoir établies, dans le seconde moitié du XIXe siècle, à partir d'observations expérimentales.
Les conditions de Plateau s'énoncent :
1. Les bulles de savons se décomposent en portions, chacune étant une surface régulière ;
2. La courbure moyenne d'une portion est uniforme ;
3. Si trois portions se rencontrent le long d'une arête, appelée « bord de Plateau », alors l'angle dièdre entre deux portions vaut {\displaystyle \arccos {(-1/2)}=120}° ;
4. En un point où quatre arêtes (donc six portions) se rencontrent, les angles entre ces arêtes valent {\displaystyle \arccos {(-1/3)}\approx 109,47}° (l'angle au centre du tétraèdre régulier).

Les configurations qui ne respectent pas les conditions de Plateau existent, mais sont instables : le film de savon tend rapidement à se réarranger selon une configuration de Plateau.
Ces conditions ont été démontrées à partir des lois de la tension superficielle par Jean Taylor. Elles correspondent à des surfaces formées par le film localement minimales.

#### Publications originales
- [Taylon 1976] (en) J. E. Taylor, « The structure of singularities in soap-bubble-like and soap-film-like minimal surfaces », Ann. Math., 2e série, vol. 103, no 3,‎ mai 1976, art. no 8, p. 489-539 (DOI 10.2307/1970949, JSTOR 1970949).

#### Dictionnaires et encyclopédies
- [Taillet, Villain et Febvre 2013] R. Taillet, L. Villain et P. Febvre, Dictionnaire de physique, Louvain-la-Neuve, De Boeck Sup., hors coll., sér. phys., fév. 2013 (réimpr. fév. 2015), 3e éd. (1re éd. mai 2008), 1 vol., X-899, ill. et fig., 17 × 24 cm (ISBN 978-2-8041-7554-2, EAN 9782804175542, OCLC 842156166, BNF 43541671, SUDOC 167932349, présentation en ligne, lire en ligne), s.v.Plateau (lois de), p. 529, col. 1.

#### Articles de vulgarisation
- [Cheddadi, Saramito et Graner 2015] I. Cheddadi, P. Saramito et F. Graner, « La solidité de la mousse liquide », Pour la science, no 458,‎ déc. 2015 (lire en ligne).
- [Vignes-Adler et Granier 2002] M. Vignes-Adler et F. Graner, « La vie éphémère des mousses », Pour la science, no 293,‎ mars 2002 (lire en ligne).